# Institute for the Study of War

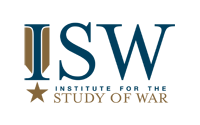
Logo

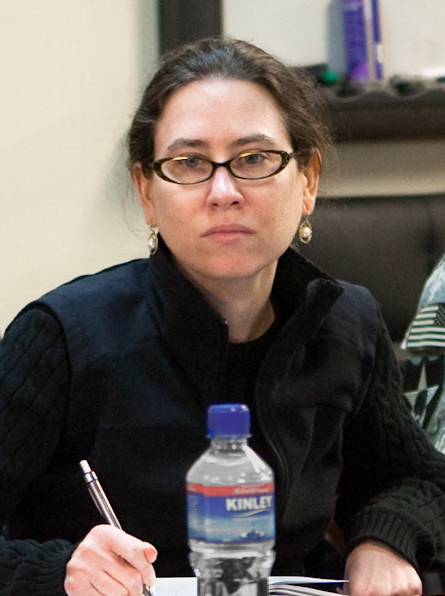
Gründerin Kimberly Kagan (2010)

Das Institute for the Study of War (ISW), von einigen Medien auch als Institut für Kriegsstudien bezeichnet, ist eine in den Vereinigten Staaten ansässige Denkfabrik, die Forschungen und Analysen zu Fragen der Verteidigung und Außenpolitik anbietet.

## Gründung und Entwicklung
Das ISW wurde 2007 von der Militärhistorikerin Kimberly Kagan als Reaktion auf die Stagnation der Kriege im Irak und in Afghanistan gegründet, mit einer Kernfinanzierung durch eine Gruppe von Rüstungsunternehmen und dem erklärten Ziel, unabhängige Echtzeit- und Open-Source-Analysen laufender Militäroperationen und bürgerkriegsgleicher Operationen aufständischer Gruppen bereitzustellen. Das ISW arbeitet derzeit als gemeinnützige Organisation. Seine Arbeit wurde durch Beiträge von Industrieunternehmen  wie General Dynamics, Microsoft und zuvor L3 Technologies unterstützt. Es hat seinen Hauptsitz in Washington.
Das ISW hat Berichte über den Syrienkrieg, den Krieg in Afghanistan und den Irakkrieg erstellt, „mit Schwerpunkt auf Militäroperationen, feindlichen Bedrohungen und politischen Trends in verschiedenen Konfliktzonen“.
Seit Februar 2022 veröffentlicht es täglich Berichte über die russische Invasion in der Ukraine und seit Oktober 2023 über den Israelisch-Palästinensischen Konflikt.

## Vorstand
Das ISW wird von einem Vorstand geführt, der sich wie folgt zusammensetzt:
- General John M. Keane (US-Armee, im Ruhestand), Vorsitzender
- Kimberly Kagan, Gründerin und Präsidentin
- Kelly Craft, ehemalige US-Botschafterin bei den Vereinten Nationen und Kanada
- William Kristol, Direktor, Defending Democracy Together
- Joseph I. Lieberman, Senior Council, Kasowitz Benson Torres & Friedman
- Kevin Mandia, Chief Executive Officer & Board Director
- Jack D. McCarthy, Jr., Senior Managing Director und Gründer, A&M Capital
- Bruce Mosler, Vorsitzender, Global Brokerage, Cushman & Wakefield, Inc.
- General David H. Petraeus (US-Armee, im Ruhestand),  KKR Global Institute
- Warren Phillips, Hauptdirektor, CACI International
- Oberst William Roberti (US-Armee, im Ruhestand), Geschäftsführer Alvarez & Marsal